# Cédric Tomio
Cédric Tomio (* 1969) ist ein französischer Skibergsteiger und war Mitglied der Equipe de France de Ski de Montagne.

## Erfolge (Auswahl)
- 2001: 2. Platz bei der Europameisterschaft Skibergsteigen Team mit Vincent Meilleur

- 2002:
  - 1. Platz bei der 10. Trophée des Gastlosen/1. Trophée des Alpes mit Vincent Meilleur
  - 5. Platz bei der Weltmeisterschaft Skibergsteigen Einzel
  - 5. Platz bei der Weltmeisterschaft Skibergsteigen Kombinationswertung
  - 6. Platz bei der Weltmeisterschaft Skibergsteigen Team mit Vincent Meilleur

- 2003:
  - 8. Platz bei der Europameisterschaft Skibergsteigen Team mit Vincent Meilleur
  - 9. Platz bei der Europameisterschaft Skibergsteigen Einzel
  - 9. Platz bei der Europameisterschaft Skibergsteigen Kombinationswertung

- 2004:
  - 1. Platz bei der Weltmeisterschaft Skibergsteigen Staffel (mit Stéphane Brosse, Florent Perrier und Patrick Blanc)
  - 6. Platz bei der Weltmeisterschaft Skibergsteigen Team mit Vincent Meilleur

### Pierra Menta
- 2001: 3. Platz mit Vincent Meilleur
- 2002: 4. Platz mit Vincent Meilleur
- 2003: 3. Platz mit Vincent Meilleur
- 2004: 2. Platz mit Vincent Meilleur

### Trofeo Mezzalama
- 2003: 9. Platz mit Patrick Blanc und Tony Sbalbi

| Personendaten    | Personendaten                |
| ---------------- | ---------------------------- |
| NAME             | Tomio, Cédric                |
| KURZBESCHREIBUNG | französischer Skibergsteiger |
| GEBURTSDATUM     | 1969                         |